# Jon Walmsley
Jon Walmsley (Blackburn, 6 febbraio 1956) è un attore, cantautore e polistrumentista britannico.

## Biografia
Jon Walmsley inizia a lavorare come attore sin da bambino, all'età di 10 anni. Negli anni sessanta, entra nel gruppo musicale rock britannico The Ravers, in qualità di cantante.
Verso la fine degli anni ottanta, suona la chitarra per Richard Marx. Nel 1999 ha pubblicato l'album A Walton's Christmas Together Again

### Vita privata
Dal 1979 al 2008 è stato sposato con Lisa Harrison, attrice e cantante del gruppo musicale The Housewives. Dal matrimonio nacque una figlia, Miriam, che svolge l'attività di assistente di produzione e regista associato.
Dopo il divorzio, Jon si risposò nel 2008 con Marion.

## Riconoscimenti
- Young Hollywood Hall of Fame (1970's)

## Filmografia parziale
- Una famiglia americana (The Waltons) - serie TV, 212 episodi (1972-1981)
- Le avventure di Winnie the Pooh (1977) - voce